# Synemon laeta
Synemon laeta is een vlinder uit de familie Castniidae. De soort komt voor in het Australaziatisch gebied.
De wetenschappelijke naam van de soort werd in 1854 gepubliceerd door Francis Walker.